# Prati e arbusteti alpini dell'Himalaya orientale
I prati e arbusteti alpini dell'Himalaya orientale sono un'ecoregione di praterie e boscaglie montane della Birmania, Bhutan, Cina, India e Nepal, che si trovano tra la linea degli alberi e il piano nivale nella parte orientale della catena dell'Himalaya.

## Ambientazione
I prati e arbusteti alpini dell'Himalaya orientale si estendono su una superficie di 121211,4 km², estendendosi lungo le pareti nord e sud della catena montuosa dell'Himalaya, dalla gola di Kali Gandaki nel Nepal centrale verso est attraverso il Tibet e lo stato indiano Sikkim, il Bhutan, lo stato indiano Arunachal Pradesh e la Birmania più settentrionale.
I prati e arbusteti alpini si trovano tra circa 4 000 e 5 500 m di altitudine. Ghiaccio e neve permanenti si trovano sopra i 5 500 m. Le foreste di conifere subalpine dell'Himalaya orientale si trovano al di sotto dei 3000 m lungo i pendii meridionali della catena montuosa, dal Nepal centrale al Bhutan. Le foreste di conifere subalpine dell'Himalaya nord-orientale si trovano a sud della catena dell'Arunachal Pradesh, estendendosi a nord della catena montuosa nella bassa valle del fiume Brahmaputra e dei suoi affluenti. Le foreste temperate del Triangolo Settentrionale si trovano a sud dei prati e arbusteti alpini della Birmania settentrionale, mentre le foreste di conifere e miste della gola di Nujiang Langcang si trovano ad est nelle gole dei fiumi Irrawaddy e Saluen.
La steppa arida di Yarlung Tsangpo si trova nella parte alta della valle di Brahmaputra del Tibet, a nord dei prati e arbusti alpini dell'Himalaya orientale.

## Flora
Gli arbusti alpini, caratterizzati da rododendri, predominano a quote più basse, in prossimità della linea degli alberi. La flora dei rododendri dell'ecoregione è molto varia, con una composizione delle specie che cambia man mano che ci si sposta da ovest a est lungo la catena montuosa.
Sopra gli arbusti ci sono prati alpini che sostengono una varietà di piante erbacee, tra cui specie di Alchemilla, Androsace, Anemone, Diapensia, Draba, Gentiana, Impatiens, Leontopodium, Meconopsis, Pedicularis, Potentilla, Primula, Rhododendron, Saussurea, Saxifraga, Sedum e Viola. In primavera e in estate, i prati alpini sono ricoperti di fiori dai colori vivaci.
Sulle pendici superiori, tra massi e ghiaioni, crescono erbe basse e piante a cuscino.

## Fauna
Nell'ecoregione trovano rifugio 496 specie di uccelli e 117 specie di mammiferi. I grandi mammiferi includono il leopardo delle nevi, il bharal o pecora blu, il tahr dell'Himalaya, il takin, il mosco dell’Himalaya, il goral e il capricorno dell’Himalaya. I mammiferi più piccoli includono la marmotta dell’Himalaya, le donnole e le pika.

## Conservazione

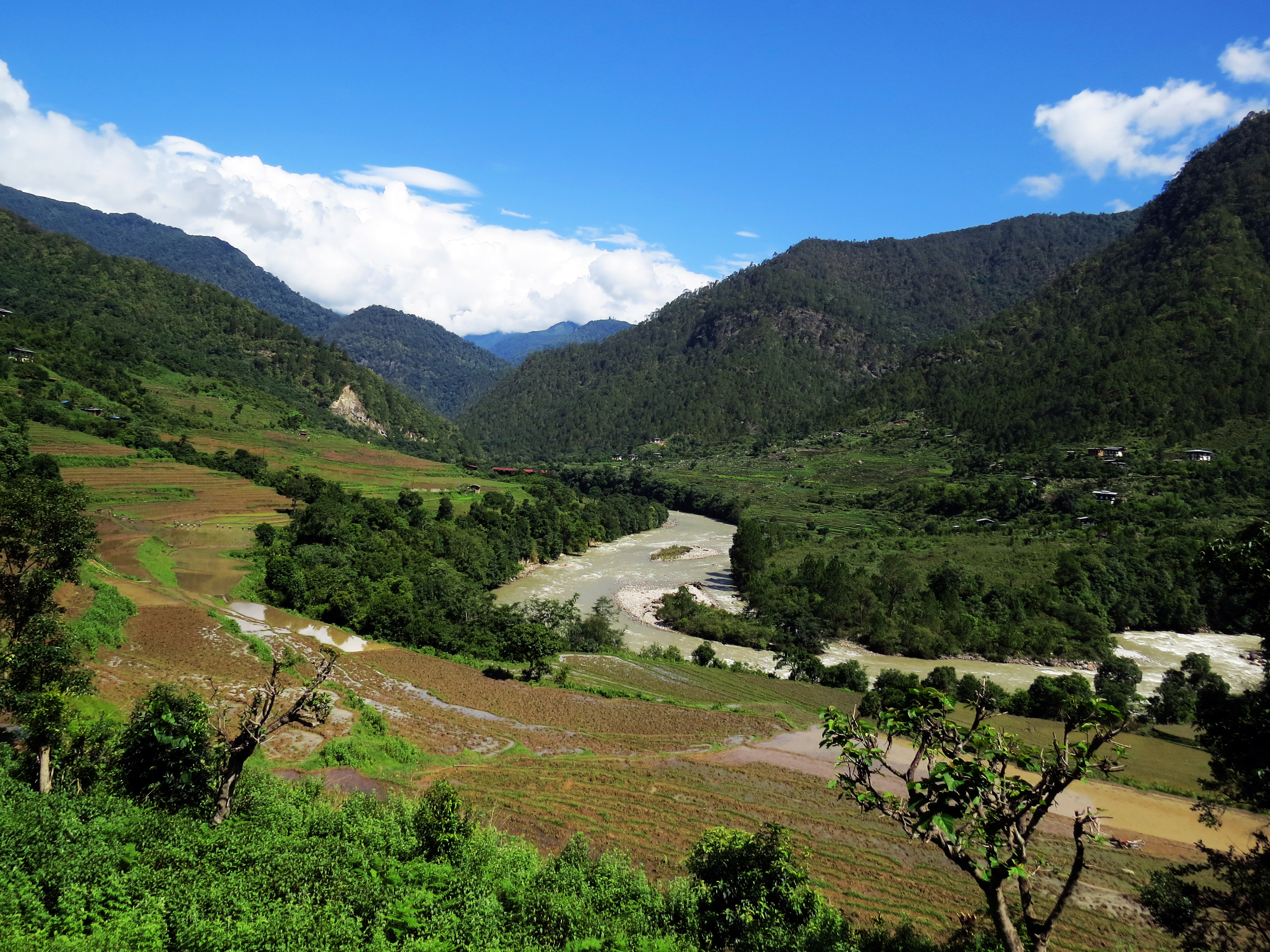
Parco nazionale di Jigme Dorji, Bhutan

Diverse aree protette si trovano completamente o in parte all'interno dell'ecoregione, tra cui:
- Parco nazionale della Valle dei Fiori, India
- Area di conservazione dell'Annapurna, Nepal
- Santuario faunistico di Bumdeling, Bhutan
- Riserva della biosfera di Dihang-Dibang, India
- Riserva naturale di Dongjiu, Cina
- Parco nazionale di Jigme Singye Wangchuck, Bhutan
- Parco nazionale di Jigme Dorji, Bhutan
- Riserva naturale di Jigme Khesar Strict, Bhutan
- Parco nazionale del Langtang, Nepal
- Parco nazionale del Makalu-Barun, Nepal
- Riserva naturale Motuo, Cina
- Parco nazionale di Phrumsengla, Bhutan
- Santuario faunistico di Sakteng, Bhutan
- Parco nazionale di Sagarmatha, Nepal
- Parco nazionale di Walong, India
- Parco nazionale del Nanda Devi, India